# Sếu lam
Sếu lam (Anthropoides paradiseus), là một loài chim trong họ Gruidae.

## Miêu tả
Sếu xanh là một loài chim cao, ở mặt đất, nhưng khá nhỏ so với mức của họ sếu. Nó cao 100–120 cm (3 ft 3 in–3 ft 11 in) cao, với sải cánh dài 180–200 cm (5 ft 11 in–6 ft 7 in) và nặng 3,6–6,2 kg (7,9–13,7 lb).